# Philippe Cardon
Pour les articles homonymes, voir Cardon (homonymie).
Philippe Cardon, baptisé le 22 décembre 1770 à Bruxelles, où il est décédé le 12 mars 1816, est un dessinateur belge.

## Biographie

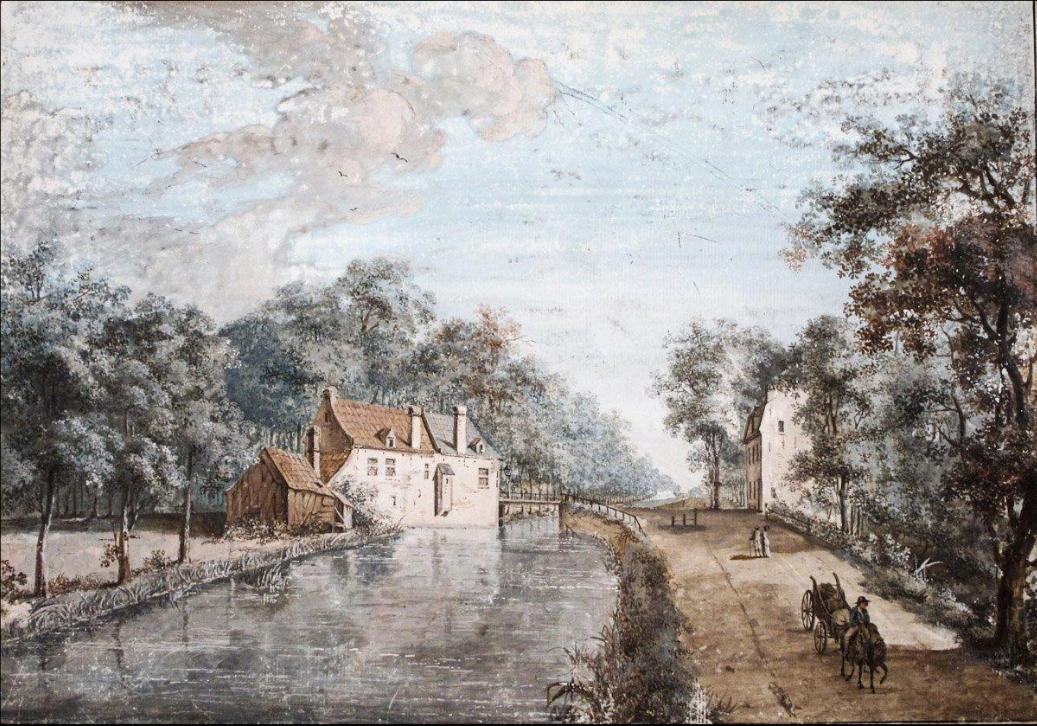
Vue du canal de Vilvorde, collection privée.

Philippe Aimé Cardon, baptisé le 22 décembre 1770, à Bruxelles (Sainte-Gudule) est le deuxième enfant du peintre et graveur Antoine Cardon, dit le Vieux (1739-1822), et de son épouse Marie Anne Josephe Margé. Il est le frère du graveur Anthony Cardon (1772-1813) qui fit une belle carrière de graveur en Angleterre. En outre, son oncle Jean-Guillain Cardon (1733-1788) est un musicien, compositeur et violoniste, qui s'illustra à la cour de Versailles.
Alors qualifié de peintre, il épousa à Bruxelles le 18 mai 1802 Catherine Antoinette De Schmid, fille de Jean Nicolas Léopold De Schmid et de Catherine Antoinette Beauregard.
On leur connaît deux enfants : 
- Anne Thérèse Antoinette Cardon, née à Bruxelles le 29 novembre 1802 qui épousa à Bruxelles  le 25 août 1832 Clément Xavier Du Chatel, graveur lithographe à Bruxelles, né à Menin le 27 mai 1805. Elle est morte le 14 décembre 1835 et son mari, résidant alors à Lille, épousa à Bruxelles le 26 mars 1836 Adelaïde Barbe Marie Josèphe Meulenbergh, née à Bruxelles en 1807.
- Antoine François Benoit Cardon, peintre, né à Bruxelles, et mort à Saint-Josse-ten-Noode, célibataire, le 2 mai 1829 à l'âge de 23 ans, 10 mois et 14 jours.

En 1802, Philippe Cardon expose avec son frère au Salon de Gand, dont une vue dessinée inspirée d'un paysage londonien.
De Busscher affirme que Philippe Cardon fut un excellent dessinateur et usa des ressources de l'encre de Chine avec virtuosité en créant des lavis de belle venue. Plusieurs cabinets possèdent d'authentiques chefs-d'œuvre dans ce genre de dessin au lavis.
Il fut secrétaire de la Société de peinture, sculpture et architecture de Bruxelles dont son père était trésorier.
Ses travaux sont considérés comme très rares.
Il est mort à Bruxelles le 12 mars 1816 et son épouse, Catherine Antoinette Deschmid, qualifiée de rentière, vivait encore en 1832, à Bruxelles.